# Sallitunturi
Sallitunturi är en kulle i Finland.   Den ligger i den ekonomiska regionen Norra Lappland och landskapet Lappland, i den norra delen av landet, 900 km norr om huvudstaden Helsingfors. Toppen på Sallitunturi är 400 meter över havet.
Terrängen runt Sallitunturi är huvudsakligen platt.  Trakten runt Sallitunturi är nära nog obefolkad, med mindre än två invånare per kvadratkilometer. Det finns inga samhällen i närheten. 